# Бранко Стинчић
Бранко Стинчић (Загреб, 17. децембар 1922 — Загреб, 12. октобар 2001) био је југословенски и хрватски фудбалер, играо је на позицији голмана.

## Каријера
Наступао је за загребачку Трешњевку (1942-45). Бранио је за сплитске клубове Морнар (1945) и Хајдук (1946-50). У загребачки Динамо је прешао 1950. године и освојио Куп маршала Тита 1951. Играчку каријеру је завршио у загребачкој Локомотиви (1954-56).
За репрезентацију Југославије одиграо је једну утакмицу, 1951. против Норвешке у Ослу (резултат 2:4).
Његов син, Жељко Стинчић, такође је некадашњи голман загребачког Динама и репрезентације Југославије.

## Успеси
- Динамо Загреб
  - Куп Југославије: 1951.